# Sand Point (Oklahoma)
Sand Point es un lugar designado por el censo ubicado en el condado de Bryan en el estado estadounidense de Oklahoma. En el Censo de 2020 tenía una población de 251 habitantes y una densidad poblacional de 75,60 habitantes por km². Fue incluido como CDP en el censo de 2020.

## Geografía
Sand Point se encuentra ubicado en las coordenadas 33°57′53″N 96°33′48″O / 33.96472, -96.56333. Según la Oficina del Censo de los Estados Unidos,  tiene una superficie total de 3,32 km², de la cual 2,41 km² corresponden a tierra firme y 0,91 km² a agua.